# Mazen Hesham
Mazen Hesham Ga Sabry (* 29. März 1994 in Kairo) ist ein ägyptischer Squashspieler.

## Karriere
Mazen Hesham begann seine professionelle Karriere im Jahr 2011 und gewann bislang acht Turniere auf der PSA World Tour. Darüber hinaus stand er in fünf weiteren Finals. Seine höchste Platzierung in der Weltrangliste erreichte er mit Rang fünf am 20. Mai 2024. Dank drei Turniersiegen in der Saison 2012/13, davon zwei in Mumbai und einem in Galway, gelang ihm der Durchbruch in die Top 40 der Weltrangliste. Aufgrund dieser Platzierung war er bei seinem Weltmeisterschaftsdebüt direkt für das Hauptfeld qualifiziert, unterlag in seiner Auftaktpartie jedoch knapp mit 2:3 gegen Mohd Nafiizwan Adnan. Mit der ägyptischen Nationalmannschaft wurde Hesham 2023 erstmals Weltmeister. Ein Jahr darauf verteidigte er bei den Weltmeisterschaften mit der Mannschaft diesen Titel.

## Erfolge
- Weltmeister mit der Mannschaft: 2023, 2024
- Gewonnene PSA-Titel: 8